# Gizela Maria Dias
Gizele Maria Da Costa Dias, é uma atleta paralímpica brasileira de Vôlei Sentado. Gizele tem uma deficiência no pé esquerdo causada por uma lesão no nervo tubular após uma cirurgia no ligamento cruzado anterior, no joelho esquerdo. Conheceu o esporte em 2009, quando um atleta da Seleção a apresentou ao treinador do time.
Na sua trajetória foi prata nos Jogos Parapan-Americanos Guadalajara 2011, Toronto 2015 e Lima 2019. Foi bronze nos Jogos Paralímpicos de Tóquio 2020 e Rio 2016. Também ganhou o ouro no Mundial da Bósnia 2022.
Ela é natural de Mogi das Cruzes, no estado de São Paulo. Nasceu em 29 de outubro de 1977.